# كوفنتري فور
تم القبض على أربعة من مهربي الأسلحة من جنوب إفريقيا المزعومين من قبل ضباط الجمارك والضرائب الملكية في كوفنتري في مارس 1984 واتهموا بالتآمر لتصدير أسلحة من بريطانيا إلى نظام الفصل العنصري في جنوب إفريقيا في انتهاك لحظر الأسلحة الإلزامي الذي تفرضه الأمم المتحدة. أصبحوا معروفين باسم كوفنتري فور.

## أنشطة التهريب
تم اتهام أربعة من مواطني جنوب إفريقيا بالإضافة إلى ثلاثة بريطانيين في محكمة كوفنتري الابتدائية في 2 أبريل 1984 بالتآمر للتصدير إلى جنوب إفريقيا اسطوانات الغاز عالية الضغط ومغناطيسات الرادار وأجزاء الطائرات ومعدات عسكرية أخرى في انتهاك لحظر الأسلحة المفروض بموجب قرار مجلس الأمن الدولي رقم 418. تم الكشف عن عملية تهريبهم والقبض عليهم بعد اكتشاف شحنة من معدات رفع المدفعية في مطار برمنغهام الدولي في عام 1984.
كان الكوفنتري فور هم هندريك جاكوبوس بوتا وستيفانوس يوهانس دي جاغر وويليام راندولف ميتيلركامب وجاكوبوس لا جرانج. في شركة الواجهة (مكناي بتي المحدودة) كانوا يعملون نيابة عن دينيل ديناميكس، وكان ميتيلركامب هو المدير الإداري، وكان بوتا مسؤولاً عن الإدارة والأمن، وكان دي جاغر هو محاسب الشركة، بينما كان لا جرانج هو الخبير الفني.
كانت إحدى الطرق التي عملوا بها حول حظر الأسلحة الدولي هي سفر لاجرانج إلى الولايات المتحدة للحصول على العتاد العسكري - سيتم استيراد هذا لاحقًا بواسطة فوسي واي سيكيوريتي في المملكة المتحدة، قبل أن يتم شحنها إلى جنوب إفريقيا عبر بلدان أخرى.
الرجل الخامس، الأستاذ يوهانس كلويت من جامعة ستيلينبوش – لاعب رئيسي في برنامج تطوير الصواريخ بجنوب إفريقيا – [بحاجة لمصدر] اعتقل في نفس الوقت مع كوفنتري فور. ولكن، وفقاً لصحيفة الغارديان المؤرخ 17 كانون الأول عام 1988، أعقب اعتقال كلويت بسرعة إطلاق سراحه دون توجيه اتهامات بناء على تعليمات من كبار المسؤولين في وايت هول.
الرجال البريطانيون الثلاثة الذين تم اعتقالهم في نفس الوقت هم مايكل سوان وديريك سالت ومايكل هنري جاردينر. سبق أن طرد سالت من شركة أخرى لتصنيع الذخيرة القاتلة للجيش الجنوب أفريقي، والتي أخفاها على أنها معدات ماكينة خياطة. بعد إقالته، واصل سالت التعامل مع أرمسكور، على الرغم من حظر الأسلحة الدولي. قامت شركته في كوفنتري بتصنيع غلاف الهاون وفقًا لمواصفات أرمسكور، كما تعاقدت في الخفاء مع شركة ألمانية على تصنيع معدات المدفعية عالية الدقة التي استولت عليها الجمارك الملكية.
تم وضع كوفنتري فور في الحبس الاحتياطي ومصادرة جوازات سفرهم. بعد عدة أسابيع، تم الإفراج عنهم بكفالة قدرها 200,000 جنيه إسترليني عندما تنازل أندريه بيلسر، السكرتير الأول في سفارة جنوب إفريقيا، عن حصانته الدبلوماسية ووقف كفيلًا. بعد ذلك، وبعد تدخل مزعوم من داوننغ ستريت، تقدموا بطلب إلى قاضٍ لاستعادة جوازات سفرهم. في مايو 1984، وافق القاضي ليونارد على الطلب وسمح للأربعة بالسفر إلى جنوب إفريقيا، بشرط أن يكونوا قد تعهدوا بالعودة إلى بريطانيا لمحاكمتهم. حكم على سولت بالسجن لمدة 10 أشهر وغرامة قدرها 25,000 جنيه إسترليني لدوره في العملية، بينما دفعت الشركات البريطانية المتورطة غرامات قدرها 193 ألف جنيه إسترليني.

## زيارة مثيرة للجدل
في يونيو 1984، دعت رئيسة الوزراء البريطانية مارغريت تاتشر بشكل مثير للجدل رئيس جنوب إفريقيا بيتر ويليم بوتا ووزير الخارجية بيك بوتا إلى اجتماع في تشيكرز في محاولة لدرء الضغط الدولي المتزايد لفرض عقوبات اقتصادية على جنوب إفريقيا، حيث استثمرت الولايات المتحدة وبريطانيا بكثافة. على الرغم من عدم إدراجها رسميًا على جدول أعمال الاجتماع، إلا أن قضية كوفنتري فور ألقت بظلالها على كل من الإجراءات في تشيكرز والعلاقات الدبلوماسية الثنائية بين بريطانيا وجنوب إفريقيا.
في أغسطس 1989، تم طرد الدبلوماسي البريطاني باتريك هاسيلدين لانتقاده العلني للحكومة البريطانية في الصحافة بسبب إطلاق سراح المشتبه بهم الأربعة.

## مقايضة
في أغسطس 1984، عندما لجأ نشطاء مناهضون للفصل العنصري - مهددون بالاعتقال في جنوب إفريقيا - إلى القنصلية البريطانية في ديربان، قرر بيك بوتا الانتقام برفض السماح للكوفنتري فور بالعودة إلى بريطانيا لمحاكمتهم. أبلغ وزير الخارجية، مالكولم ريفكيند، مجلس العموم أن حكومة جنوب إفريقيا هي المسؤولة بالكامل عن عدم مثول الرجال أمام محكمة بريطانية، وأن بريتوريا يجب أن تتعاون. في كون عدم عودة الرجال للمحاكمة ولم يتم اتخاذ أي إجراء ضد جنوب إفريقيا. وبالتالي، تمت مصادرة مبلغ الكفالة البالغ 200,000 جنيه إسترليني من قبل سفارة جنوب إفريقيا.